# Santa Maria Auxiliadora na Via Tuscolana (diaconia)
Santa Maria Auxiliadora na Via Tuscolana (em latim, S. Mariae Auxiliatricis in via Tusculana) é uma diaconia instituída pelo Papa Paulo VI em 7 de junho de 1967 pela constituição apostólica Ad guberncula christianae. Sua igreja titular é Santa Maria Ausiliatrice in Via Tuscolana.

## Titulares protetores
- Francesco Carpino, título pro illa vice (1967-1978)
- Giuseppe Caprio (1979-1990)
- Pio Laghi (1991-2002)
- Tarcisio Bertone, S.D.B., título pro illa vice (2003-2008)
- Paolo Sardi (2010-2019)
- Ángel Fernández Artime, S.D.B. (desde 2023)